# 榎原駅
榎原駅（よわらえき）は、宮崎県日南市南郷町榎原にある、九州旅客鉄道（JR九州）日南線の駅である。

## 歴史
- 1935年（昭和10年）4月15日：鉄道省志布志線（現・日南線）志布志駅 - 当駅間開通時に終着駅として開設[1][2]。
- 1936年（昭和11年）3月1日：志布志線当駅 - 大堂津駅間延伸、途中駅となる。
- 1960年（昭和35年）10月1日：貨物取扱廃止[2]。
- 1963年（昭和38年）5月8日：志布志線志布志駅 - 北郷駅間が日南線へ編入、同線の駅となる[2]。
- 1984年（昭和59年）2月1日：荷物扱い廃止[2]。
- 1987年（昭和62年）4月1日：国鉄分割民営化に伴い、JR九州の駅となる[2]。
- 2022年（令和4年）4月1日：宮崎支社発足、鹿児島支社から同支社へ移管[3]。

## 駅構造

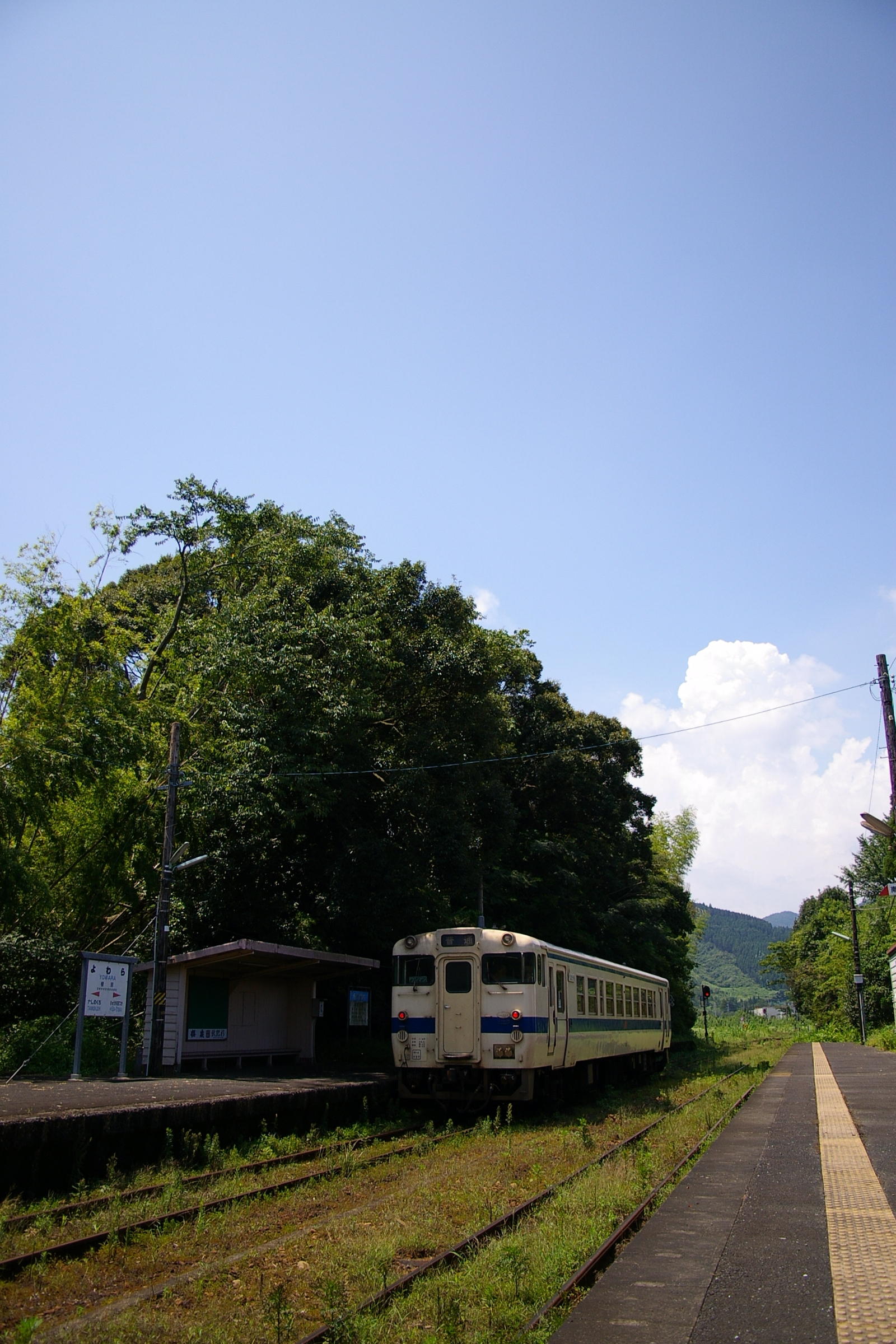
ホーム

相対式ホーム2面2線を有する列車交換可能な地上駅。両ホームは構内踏切で連絡している。
無人駅。ホームより少し高い位置に、三角屋根が目立つが木造駅舎ある。

### のりば
| のりば       | 路線    | 方向 | 行先                   |
| ------------ | ------- | ---- | ---------------------- |
| 北側（駅舎） | ■日南線 | 上り | 油津・南宮崎・宮崎方面 |
| 南側         | ■日南線 | 下り | 串間・志布志方面       |

## 利用状況
2015年（平成27年）度の1日平均乗車人員は9人である。
近年の1日平均乗車人員の推移は以下の通り。
| 年度   | 1日平均 乗車人員 |
| ------ | ---------------- |
| 2002年 | 38               |
| 2003年 | 29               |
| 2004年 | 21               |
| 2005年 | 15               |
| 2006年 | 14               |
| 2007年 | 12               |
| 2008年 | 15               |
| 2009年 | 17               |
| 2010年 | 14               |
| 2011年 | 12               |
| 2012年 | 15               |
| 2013年 | 8                |
| 2014年 | 7                |
| 2015年 | 9                |

## 駅周辺
- 榎原神社
- 日南市立榎原小学校
- 日南市立榎原中学校
- 日南市役所榎原支所
- 榎原郵便局

## 隣の駅
九州旅客鉄道（JR九州）
■日南線
■快速「日南マリーン号」(飫肥駅より各停)・■普通
谷之口駅 - 榎原駅 - 日向大束駅